# Jasieniec (województwo warmińsko-mazurskie)
Jasieniec (niem. Gross Eschenort) – wieś w Polsce, w województwie warmińsko-mazurskim, w powiecie giżyckim, w gminie Kruklanki, położona nad jeziorem Gołdapiwo.
W latach 1975–1998 miejscowość należała administracyjnie do województwa suwalskiego.

## Nazwa
28 marca 1949 r. ustalono urzędową polską nazwę miejscowości – Jasieniec, określając drugi przypadek jako Jasieńca, a przymiotnik – jasieniecki.